# Zâzania
Zâzania (în franceză La Zizanie) este un film de comedie franțuzesc din 1978 care a fost regizat de Claude Zidi, scris de Zidi și Michel Fabre, cu Louis de Funès și Annie Girardot în rolurile principale.

## Prezentare
Guillaume Daubray-Lacaze  (de Funes), producător și primar (burgomaster), a realizat cea mai importantă invenție: a creat un dispozitiv pentru absorbția gazelor de evacuare. După ce a semnat un contract cu oameni de afaceri japonezi, a apărut o problemă - pentru a produce o cantitate de 3000 de dispozitive, sunt necesare ateliere suplimentare și lucrători. Guillaume încearcă să-l convingă pe prefect să-i vândă o bucată de teren municipal adiacent fabricii sale, dar este refuzat, deoarece vecinii se plâng deja de infinitele sale invenții care provoacă poluare și neliniște. Există o singură cale de a ieși din impas - să extindă fabrica în detrimentul propriei case. Treptat, casa proprietarului fabricii este umplută cu mașini, iar soția sa Bernadette (Annie Girardot) este departe de a fi fericită. Ea suportă cu răbdare transformarea dormitorului în atelier, dar când Guillaume îi sacrifică grădina sa îndrăgită, răbdarea ei este la capăt și decide să-și petreacă noaptea la hotel. Guillaume reușește cu greu să o convingă să se întoarcă acasă. Pentru a face acest lucru, el trebuie să oprească activitatea fabricii din casă. Dar când mașinile încep să lucreze din nou dimineața devreme, Bernadette îi declară război lui Guillaume. La urma urmei, alegerea primarului va avea loc curând, iar Guillaume este singurul candidat pentru acest post. Pentru a-și pedepsi soțul, Bernadette decide să candideze și ea pentru acest post. În timpul alegerilor, se dovedește că japonezii care au semnat un contract cu Guillaume au dat faliment, iar cecul pentru două milioane de franci pe care l-au semnat nu are nicio valoare. Aceasta înseamnă că Guillaume a pierdut totul. De altfel, Bernadette câștigă alegerile. Pierderea fabricii, a postului de primar și chiar pe soția sa este însă prea mult...

## Distribuție
- Louis de Funès - Guillaume Daubray-Lacaze
- Annie Girardot - Bernadette Daubray-Lacaze, soția sa
- Maurice Risch - imbecilul
- Jean-Jacques Moreau - maistru
- Geneviève Fontanel - Madame Berger
- Jacques François - prefect
- Georges Staquet - reprezentant al sindicatului
- Mario David - șofer de camion

## Vezi și
- Listă de filme străine până în 1989